# Eupithecia dominaria
Eupithecia dominaria là một loài bướm đêm trong họ Geometridae.